# Hohendubrau
Hohendubrau är en kommun och ort i Landkreis Görlitz i förbundslandet Sachsen i Tyskland. Kommunen har cirka 1 800 invånare.
Kommunen ingår i förvaltningsområdet Diehsa tillsammans med kommunerna Mücka, Quitzdorf am See och Waldhufen.